# 小清水軌道
小清水軌道（こしみずきどう）は、かつて北海道斜里郡小清水村（現・小清水町）にあった北海道製糖が運営する軌道路線である。

## 概要
国鉄釧網本線（当時の網走本線末端区間、網走以東）の敷設にあたって、小清水村（現・小清水町）と斜里村（現・斜里町）との間では激しい誘致合戦が広げられていた。最終的に線路は斜里市街を通ることになり、小清水村には海岸沿いに2駅が設けられただけで肝心の市街地には鉄道が通されなかった。そのため釧網線が斜里まで伸びてから5年後の1930年（昭和5年）に、仮止別駅から小清水村中心部の小清水駅に至る北見鉄道が開業したが、経営難によりわずか9年で廃止となってしまった。
その翌年、帯広市に本社を構える北海道製糖（現・日本甜菜製糖）が小清水市街への軌道敷設を発表する。古樋駅（現・浜小清水駅）から札弦までの測量を行うものの、水上 - 札弦間は地形的な制約で断念された。開業してからは当初の目的である甜菜の輸送に加え農作物や木材や旅客などの輸送に励んだが、戦後はトラックによる輸送に押され、1952年（昭和27年）に廃止となった。
1949年（昭和24年）時点での営業状況は1日3往復、乗車人員合計17500人、貨物取扱量2000トンであったという。

## 沿革
以下は参考文献によって異なっています。ノートもあわせて参照下さい。
- 1940年（昭和15年）：北海道製糖による小清水への軌道路線計画が発表
- 1941年（昭和16年）
  - 軌道敷設が着工
  - 8月8日：古樋 - 水上間開業
- 1942年（昭和17年）4月7日：貨客両方の輸送が開始
- 1944年（昭和19年）：北海道製糖が北海道興農工業となる
- 1947年（昭和22年）：北海道興農工業が日本甜菜糖となる
- 1952年（昭和27年）12月14日：路線廃止

## 駅一覧
- 古樋駅（ふるとい） - 小清水駅（こしみず） - 水上駅（みずかみ）

小清水駅は北見鉄道の施設の転用であった。